# Antički brodolom kod svjetionika na Hvaru
Ostatci antičkog brodoloma iz 1. stoljeća nalaze u blizini svjetionika u maloj uvali u gradu Hvaru.

## Opis
U maloj uvali, u blizini svjetionika, na dubini od oko 20 m, na prijelazu iz kamenog u pješčano dno, nalaze se ostatci brodoloma. Po površini su razbacani ostatci razbijenih amfora i drugog keramičkog posuđa. Lokacija nikad nije bila cjelovito istraživana. Tipologija amfora nije određena. Keramičko posuđe je istočnomediteranskog porijekla. Brodolom se datira u 1. stoljeće. Dio tereta je još pod pijeskom, a tu su i drveni ostatci brodske konstrukcije.

## Zaštita
Pod oznakom Z-229 zaveden je kao nepokretno kulturno dobro - pojedinačno, pravna statusa zaštićena kulturnog dobra, klasificirano kao "arheološka baština".